# Stigmastan
Stigmastan ist ein polycyclischer aliphatischer Kohlenwasserstoff und gehört zu den Grundkörpern der Steroide. Es besteht aus einem tetracyclischen Grundgerüst mit drei anellierten Cyclohexanringen und einem anellierten Cyclopentanring. Es unterscheidet sich vom Gonan durch zwei zusätzliche Methylgruppen und eine verzweigte Decylgruppe.
Der Name leitet sich vom pflanzlichen Phytosterin Stigmasterol ab.